# Новокаширск
Новокаши́рск — упразднённый город районного подчинения в Каширском районе Московской области. 
В 1963 году был включён в состав Каширы.

## География
Расположен на правом берегу Оки в 4 км к востоку от станции Кашира.

## История
Город возник на месте села Терново в связи со строительством в 1919—1922 годах Каширской ГРЭС. В мае 1928 года населённый пункт при электростанции получил статус рабочего посёлка и стал называться Терновский. Постановлением Президиума ВЦИК от 1 июня 1932 года рабочий посёлок был преобразован в город районного подчинения Терновск. Город застраивался в стиле конструктивизм. Наиболее интересными зданиями являются дом культуры и фабрика-кухня. 27 июня 1935 года город получает имя Каганович в честь Л. М. Кагановича (одновременно Каширская ГЭС стала «имени т. Кагановича Л. М.»). А в 1957 году переименован в Новокаширск. В 1963 году включён в состав близлежащей Каширы.

## Численность населения
| 1926  | 1939  | 1959  |
| ----- | ----- | ----- |
| 2 300 | 8 300 | 9 500 |